# Waterpolo Messina
La Waterpolo Messina è una squadra di pallanuoto femminile di Messina.
Dalla stagione 2010-11 milita in Serie A1.
Nella stagione 2015-16 partecipa alla final six raggiungendo la finale contro la Plebiscito Padova con il punteggio di 6-4.

## Storia

### Dalla nascita alla serie A1
Nella stagione 2006/07, acquistato il titolo sportivo della Polisportiva Ragusa la squadra partecipa per la prima volta alla serie A2 girone sud. Dopo la sconfitta alla terza giornata, con le messinesi che arrivavano da 2 vittorie, la Waterpolo vince tutte le partite da lì fino alla fine del torneo, escluso il pareggio con la Polisportiva Messina. A fine campionato le messinesi arrivano prime con 15 vittorie un pareggio e una sconfitta, che equivalgono a 46 punti. Negli incontri casalinghi ottiene 8 vittorie su 9 incontri. La squadra accede ai play-off, dove elimina, prima, la formazione laziale di Velletri, e poi nella finale la Bogliasco. Serie che si conclude dopo 3 gare, con la vittoria della Waterpolo Messina per 10-8 nel terzo incontro giocato in casa.
Nel primo anno nella massima serie viene acquistata l'ungherese Andrea Toth, capocannoniere della squadra a fine campionato ponendosi al 13º posto fra le marcatrici dell'intero campionato con 54 gol, 12 dei quali realizzati su rigore. La squadra termina la stagione al 9º posto e quindi disputa i play-out. Nella semifinale dei play-out le biancorosse messinesi battono le bolognesi della Rari Nantes Bologna, l'altra neopromossa insieme alle siciliane. La serie si decide in gara 3 con il punteggio di 13 a 11 dopo che le peloritane avevano vinto gara 1 al Cappuccini per 13 a 10 e perso gara 2 al Centro Sportivo dello Sterlino di Bologna per 9 a 8.

### Dalla retrocessione in A2 fino ad oggi
Dopo la salvezza ottenuta nelle semifinali dei play-out, viene acquistata Giusi Malato, campionessa d'Europa nelle file dell'Orizzonte Catania e unica in Italia a vincere l'ambito premio "Calottina d'oro".

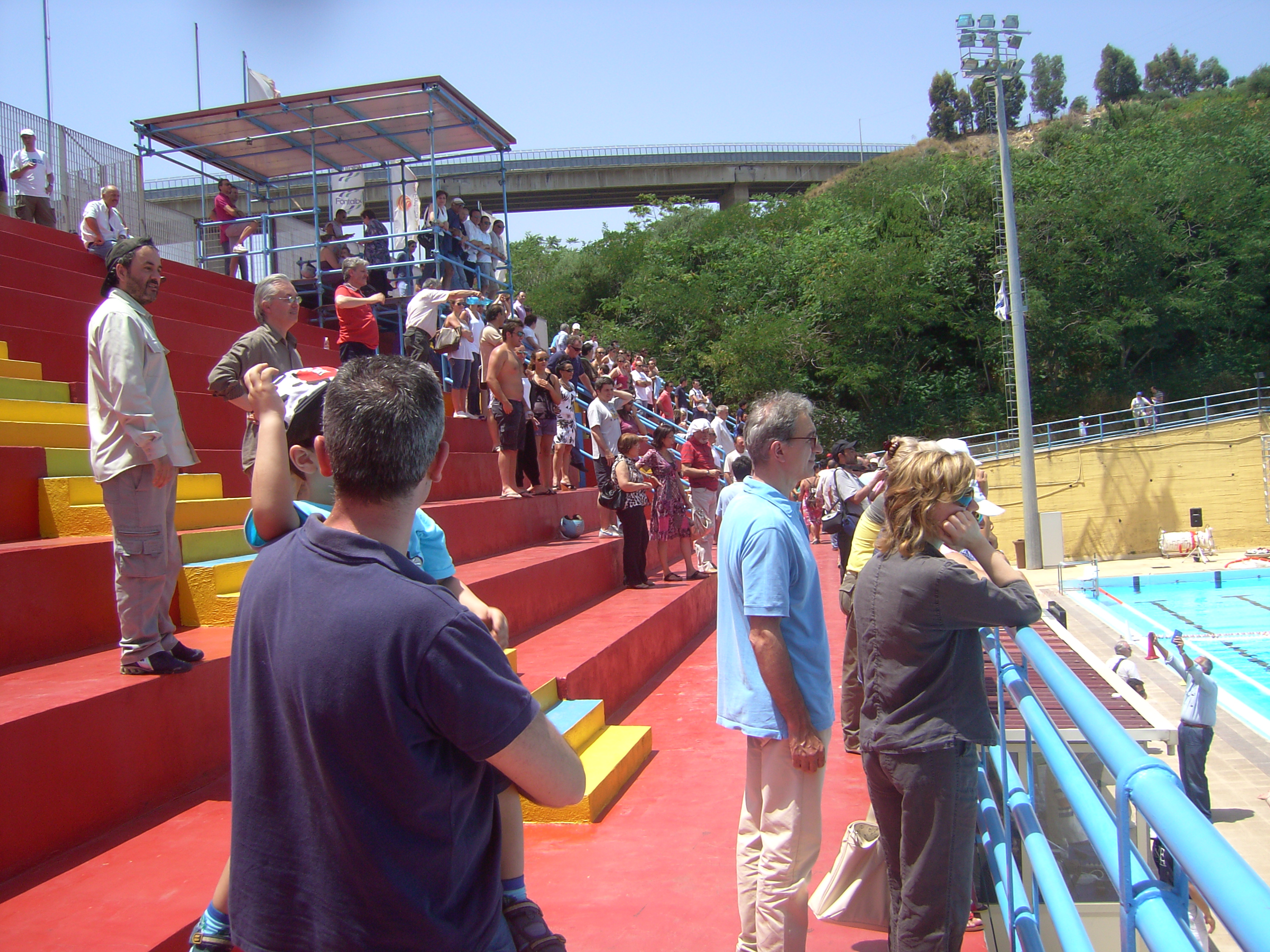
"festa del pubblico per la promozione in A1"

 Nonostante gli acquisti la stagione, per le peloritane, si rivelò disastrosa. Dopo 1 vittoria ed 1 pareggio nelle prime tre giornate, arrivarono 10 

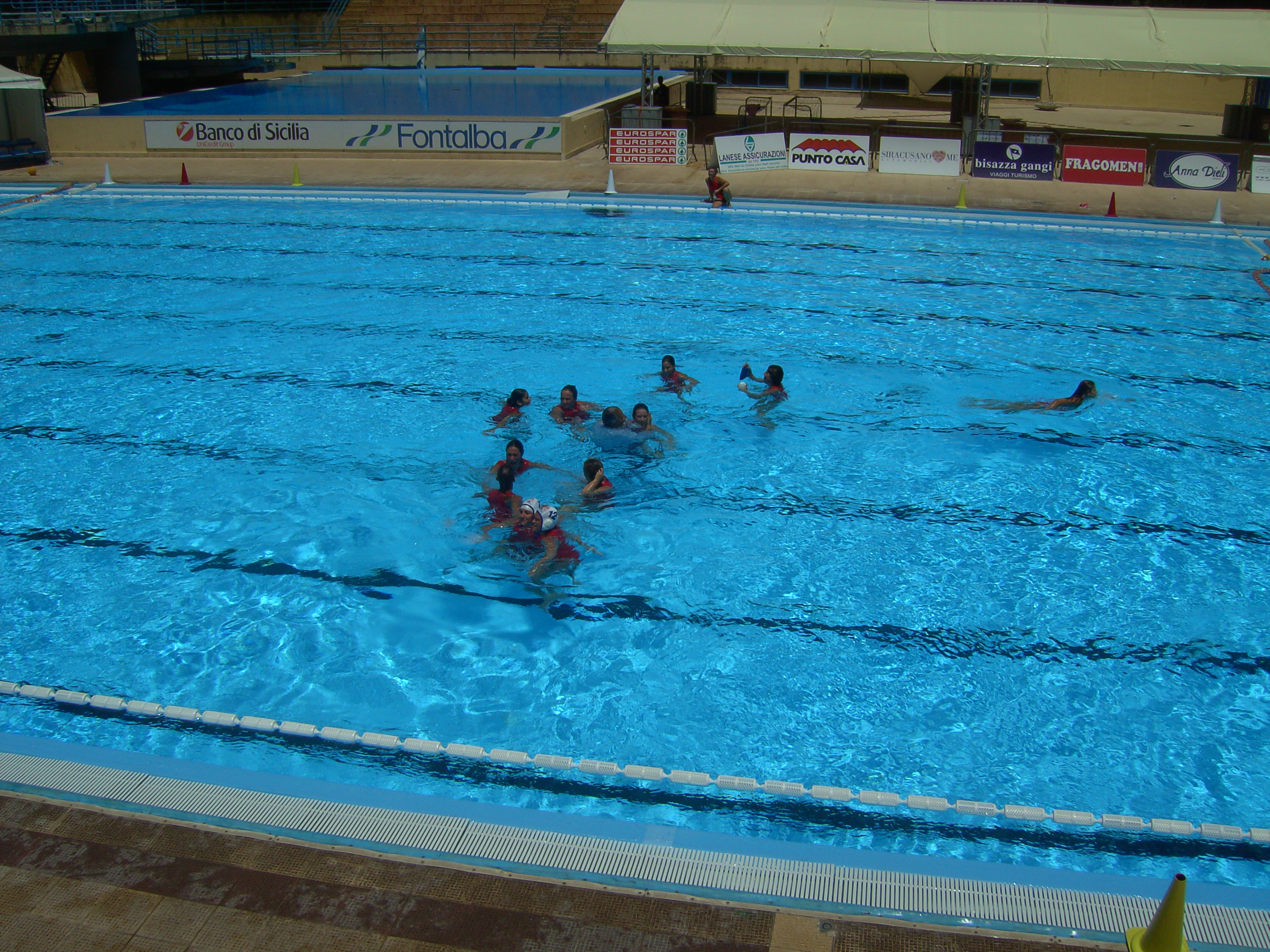
"Esultanza delle ragazze per la promozione"

 sconfitte consecutive Grazie a qualche vittoria ottenuta nel girone di ritorno le biancorosse riuscirono ad ottenere il penultimo posto, disputando i play-out contro il Rapallo. Dopo la vittoria Liguria, arrivarono due sconfitte che decretarono la retrocessione in A2 al secondo anno di permanenza in Serie A1. In questo torneo le peloritane stabilirono il loro record di vittorie e di punti conquistati alla Cappuccini, ossia 4 vittorie e 13 punti.
Con la partenza delle stelle Giusi Malato e Andrea Toth, il presidente confermò altre ragazze dando la squadra nelle mani dell'allenatore Mauro Birri,. Il campionato regolamentare venne vinto con il campionato con 17 vittorie e una sconfitta, concludendo con il punteggio di 51 punti, potendo così disputare la finale play-off contro Firenze pallanuoto. La prima gara, disputatasi a Messina giorno 6 giugno 2010, ha visto prevalere la formazione Messinese con il punteggio di 9-6. La Gara 2 è stata invece vinta per 10 a 6 da Firenze, con gara disputatasi nella piscina di Firenze. La bella ha proclamato giorno 13 giugno 2010 la formazione Messinese promossa in A1 con il risultato di 9 a 6. Dopo un anno di A2 la Waterpolo Messina ritorna nella massima serie nazionale. La dirigenza peloritana cambia allenatore, portando in squadra Andrea Sellaroli. Il primo acquisto invece è l'ungherese Barbara Bujka.
Il resto della squadra è composto da D'Agata, le Giannetti, la Virzì, la Iuppa, Ferotti, la Paratore, la Gitto, la Pitino, la Zangla e la Rella (che verrà ceduta in prestito alla Pallanuoto Messina durante la pausa natalizia).
La 3ª stagione in massima serie si conclude con l'8º posto, l'ultimo valido per accedere ai play-off scudetto. La squadra pareggia alla 6ª giornata contro il Plebiscito Padova (quarta classificata nel torneo) e violando la piscina palermitana nel derby d'andata contro l'Athlon Palermo. Alla fine la salvezza è ottenuta chiudendo al 9º posto, a 5 punti di distacco dalla zona play-off occupata dal Bologna. La squadra eguaglia il record di vittorie in trasferta in massima serie ottenuto già nella stagione 2007/08, ossia di tre vittorie e di 15 punti complessivi. 
Nella stagione 2014-2015 il presidente Genovese inscerisce Arianna Garibotti, il difensore Federica Radicchi e il centroboa catanese di nascita Rosaria Aiello, mentre nel ruolo di terminale centrale offensivo quest'ultima viene affiancata dall'olandese Vivien Sevenich. Al termine della stagione, arrivano una finale di Coppa Italia disputata e persa contro la Plebiscito Padova, e un terzo posto in campionato che vale l'accesso alle competizioni europee. 
Nella stagione 2015-2016 il contemporaneo ridimensionamento degli obiettivi stagionali della Rari Nantes Imperia e l'arrivo dalla stessa del portiere del setterosa Giulia Gorlero, pongono la Waterpolo nel ruolo di principale antagonista del Plebiscito Padova per il titolo. Al termine della regular season la Waterpolo è seconda, ma la Final Six per l'assegnazione del tricolore si disputa nella vasca aperta dell'impianto natatorio della "Cappuccini". La Waterpolo non riesce ad avere ragione del Plebiscito Padova, cedendo in finale 4-6.
Negli anni successivi la società subisce un brusco ridimensionamento, scendendo dapprima in Serie A2 e nel 2019 in Serie B.

## Il complesso sportivo Cappuccini

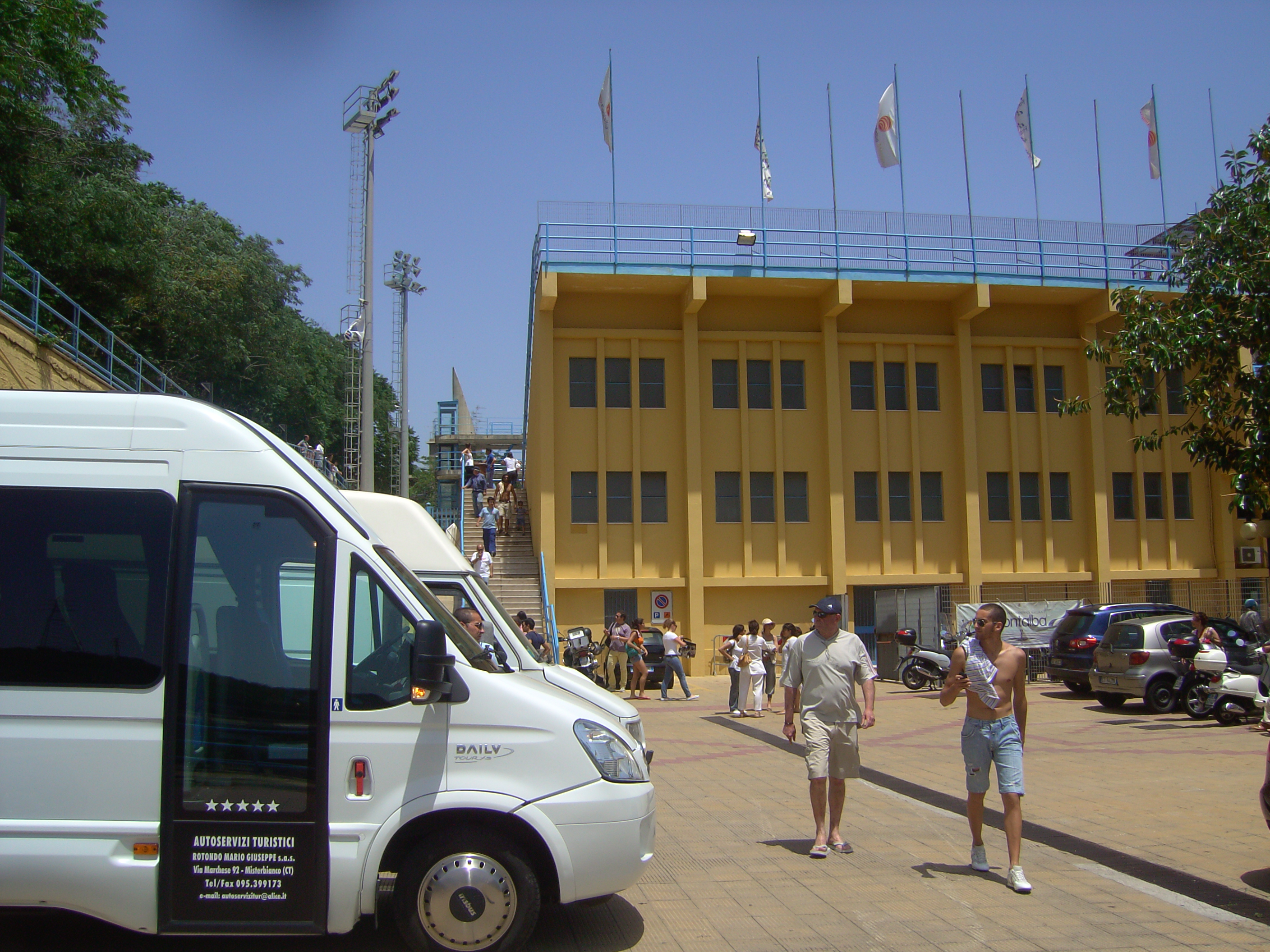
"Ingresso piscina scoperta"

Il complesso sportivo Cappuccini, sito in via Torrente Trapani a Messina, comprende una pista d'atletica e tre piscine: la piscina Olimpionica scoperta, la piscina coperta e la vasca dei tuffi.

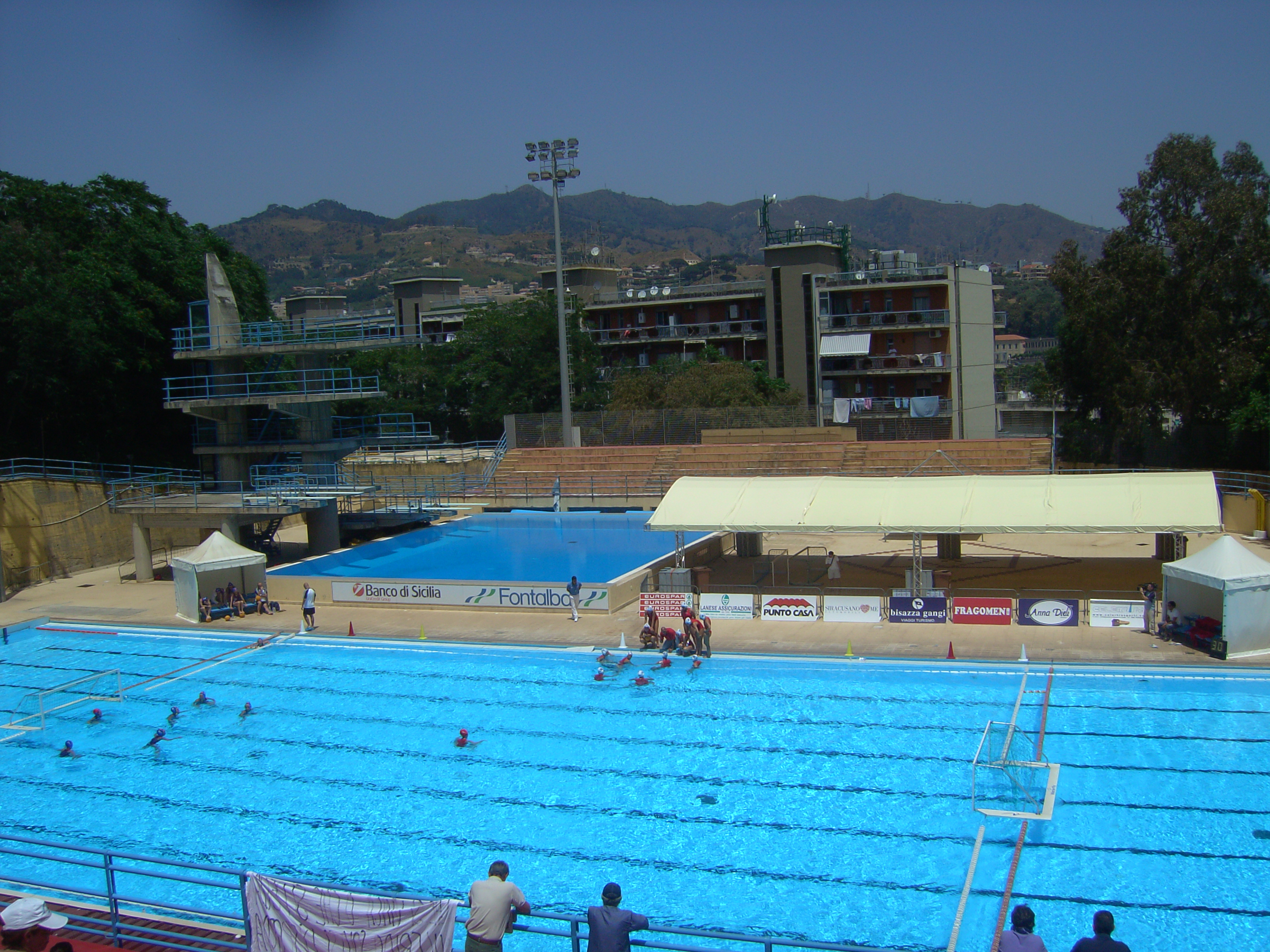
"piscina scoperta e sul fondo piscina per i tuffi"

La piscina Olimpionica scoperta è la più grande delle tre, lunga 50 metri, e qui disputa i suoi incontri la Waterpolo Fontalba Messina. Oltre alle bianco-rosse, disputano le proprie gare al Cappuccini anche la Polisportiva Messina e altre squadre minori sia femminili che maschili. Fra giugno e luglio 2010 il Cappuccini ospita per la prima volta della sua storia incontri internazionali.

## Record
- Vittoria e scarto record: Swimming Palermo - Waterpolo Messina 1-23 alla prima giornata di A2 2006/07
- Partita con più gol: Waterpolo Messina - Orizzonte Catania 13 - 21 alla 13ª giornata di A1 2010/11
- Sconfitta con scarto record: Waterpolo Messina - Fiorentina 1-21 alla 12ª giornata di A1 2007/08
- imbattibilità casalinga (compresi play-off) : 13 partite
- Vittorie in un singolo campionato: 17 (campionato A2 2009/10)
- Vittorie consecutive (senza contare play-off) : 10 partite dalla 1ª alla 10ª giornata del campionato di serie A2 2009/10
- Punti in un singolo campionato: 51 (campionato A2 2009/10)
- Prima partita in A1: Fiorentina Waterpolo - Waterpolo Messina (21-2)
- Prima vittoria in A1: Waterpolo Messina-Yamamay Volturno (23-2)
- Maggior numero di vittorie interne in una singola stagione: 9/9 serie A2 2009/10
- Minor numero di sconfitte interne in una singola stagione: 0/0 serie A2 2009/10
- Maggior numero di vittorie esterne in una singola stagione: 8/9 serie A2 2009/10
- Minor numero di sconfitte esterne in una singola stagione: 1/9 serie A2 2009/10

| Competizione | G   | V  | N | P  | GF   | GS   |  |
| Serie A1     | 66  | 17 | 4 | 45 | 532  | 757  |  |
| Serie A2     | 36  | 32 | 1 | 3  | 406  | 199  |  |
| Play-off     | 6   | 5  | 0 | 1  | 58   | 45   |  |
| Play-out     | 6   | 3  | 0 | 3  | 57   | 58   |  |
| Totale       | 114 | 57 | 5 | 52 | 1053 | 1059 |  |

G = Partite giocate; V = Partite vinte; N = Partite pareggiate; P = Partite perse; GF = Gol fatti; GS = Gol subiti
Aggiornato al 7 giugno 2010

### Primi dieci cannonieri in A1
| Nome                           | Goal A. | Goal R. | Goal Totali |  |
| Barbara Bujika                 | 48      | 17      | 65          |  |
| Andrea Toth                    | 29      | 18      | 47          |  |
| Simona D'Agata                 | 45      | 1       | 46          |  |
| Marina Murè                    | 30      | 0       | 36          |  |
| Francesca Giannetti            | 17      | 3       | 20          |  |
| Giulia Iuppa                   | 18      | 0       | 18          |  |
| Giusy Malato                   | 14      | 4       | 18          |  |
| Eliana Acampora                | 10      | 0       | 10          |  |
| Milena Virzì e Grazia Sparacio | 5       | 0       | 5           |  |
| Lucia Giannetti                | 4       | 0       | 4           |  |

Goal A. = Goal su azione; Goal R. = Goal su rigore

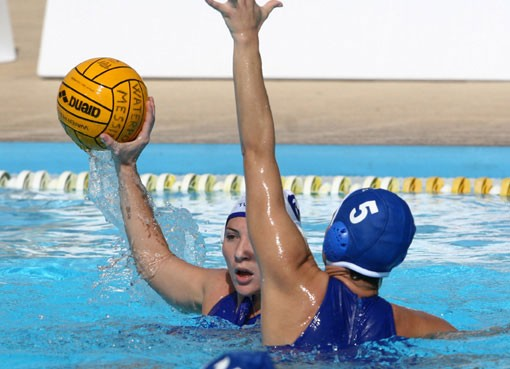
Due giocatrici della Waterpolo Messina e del Bogliasco durante la finalissima di gara 3

## Rosa 2018-2019
| N° |                   | Ruolo | Giocatore         |
| -- | ----------------- | ----- | ----------------- |
|    | Italia (bandiera) | P     | Irene De Matteis  |
|    | Italia (bandiera) | D     | Federica Radicchi |
|    | Italia (bandiera) | D     | Laura Arruzzoli   |
|    | Italia (bandiera) | D     | Ada Teti          |
|    | Italia (bandiera) | A     | Teresa Marchetti  |
|    | Italia (bandiera) | A     | Marta Misiti      |

| N° |                      | Ruolo | Giocatore        |
| -- | -------------------- | ----- | ---------------- |
|    | Australia (bandiera) | A     | Shannon Brown    |
|    | Italia (bandiera)    | A     | Irene Le Donne   |
|    | Italia (bandiera)    | CB    | Giorgia Amodeo   |
|    | Italia (bandiera)    | CB    | Bianca Majolino  |
|    | Italia (bandiera)    | CV    | Francesca Misiti |

| Allenatore: | ? |